# Graciela Iturbide
Maria Graciela del Carmen Iturbide Guerr, född 16 maj 1942 i Mexico City, är en mexikansk fotograf.
Graciela Iturbide växte upp äldst i en syskonskara på 13 barn. Hon fick en kamera när hon var elva år gammal. Hon återkom till fotografi 1970 efter det att hon fött tre barn med arkitekten Manuel Rocha Díaz och det äldsta barnet dött vid sex års ålder. Hon utbildade sig på Centro Universitario de Estudios Cinematográficos vid Universidad Nacional Autónoma de México för fotografen Manuel Álvarez Bravo. 
Graciela Iturbide fotograferar vardagsliv, nästan enbart i svart-vitt. Hon har inspirerats av fotografer som Josef Koudelka, Henri Cartier-Bresson, Sebastião Salgado och Álvarez Bravo. Hon har intresserat sig för Mexikos inhemska kulturer och har fotograferat livet i Mexico City, Juchitán, Oaxaca och gränsområdet till USA.
År 1979 ombads hon av målaren Francisco Toledo att fotografera hans by Juchitán de Zaragoza, där kvinnor var ekonomiskt, politiskt och sexuellt oberoende. Detta ledde till att Graciela Iturbide gav ut sin första kollektion, "Mujer Ángel". Hon har därefter fotograferat också i Argentina 1996, i Indien och i USA. 
Den största samlingen fotografier av Graciela Iturbide finns på Wittliff Collections på Texas State University. Hon fick Hasselbladpriset 2008. 
Hon bor och arbetar i Coyoacán i Mexiko.